# Szirti gyöngyvessző
A szirti gyöngyvessző (Spiraea media) a rózsafélék családjába tartozó, lombhullató, cserje termetű növény. Magyarországon természetes élőhelyén védett. 

## Megjelenése

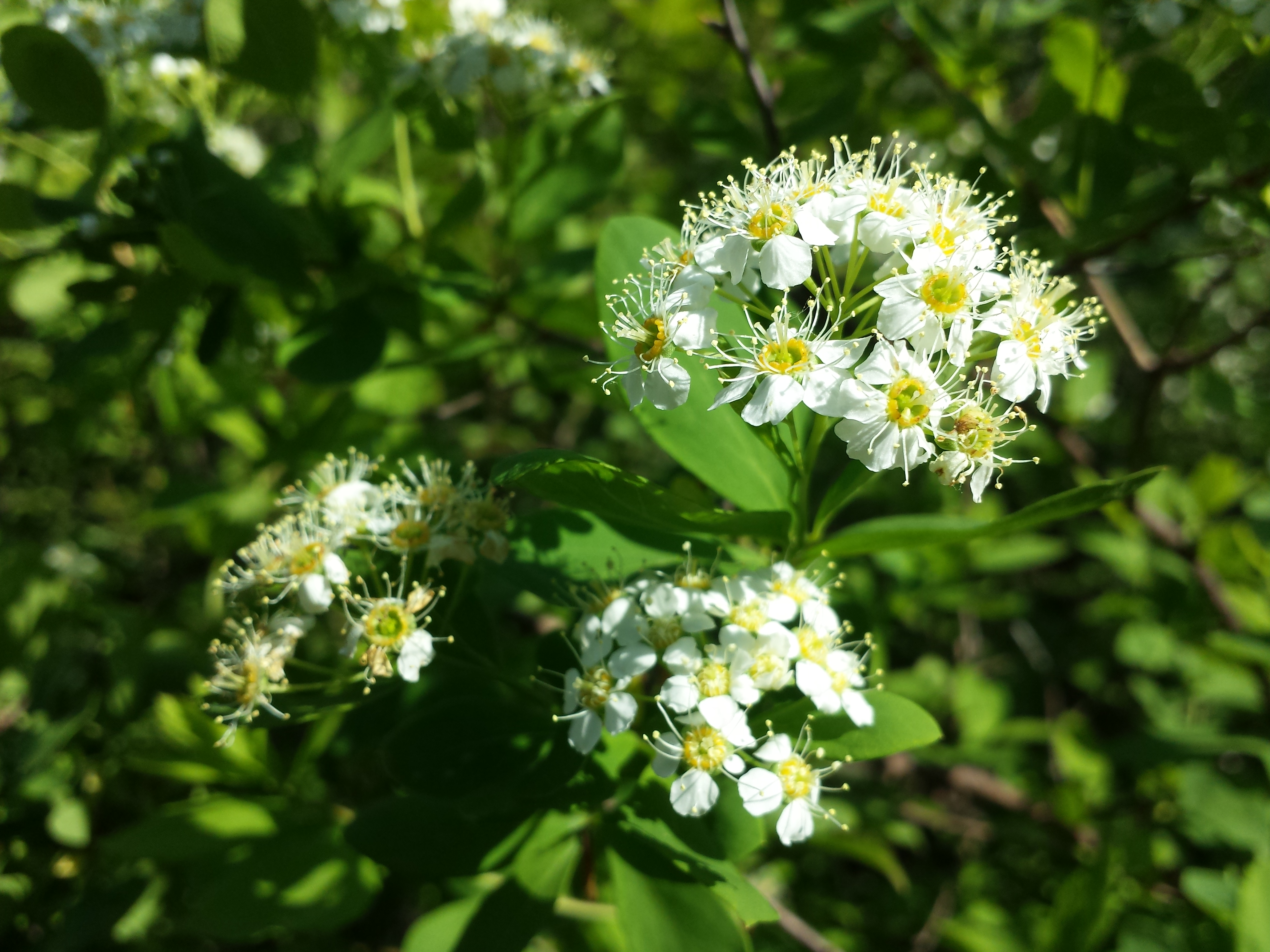
Virágai

A szirti gyöngyvessző 1-1,5 (-2) m magas, lombhullató cserje. Tövén dúsan sarjadzik, hajtásrendszere felfelé törő, majd a csúcs körül dúsan elágazó. A hajtások vékonyak, kissé szögletesek, esetleg bordázottak, fiatalon gyéren szőrösek. Kérge kezdetben vörös- vagy sárgásbarna, később szürkés. A 2–5 cm hosszú és 1–2 cm széles levelek oválisak vagy akár lándzsásig megnyúltak. A pálhalevelek hiányoznak. Válluk ék alakú, a csúcs tompa vagy röviden szálkás; a levél széle a közepéig ép, utána gyéren fogazott-csipkés. A virágzó hajtás levelei teljesen ép szélűek lehetnek. Színük kopasz és sötétzöld, fonákuk kisebb-nagyobb mértékben szőrös és világoszöld.
Májusban, esetleg júniusban nyílik. Virágzata 9-16 virágból álló tömött sátor. Az egyes virágok átmérője 0,7-1,5 cm. Öt csésze- és öt sziromlevele van, utóbbiak fehérek vagy halványsárgák, kerekdedek, 3-4,5 mm-esek. Hosszuk kisebb vagy egyenlő a porzókéval. A porzók száma 15-60, portokjaik vörösek. A bibeszálak száma 5 (-6), hosszuk 1,5 mm.
Termése 2–3 mm-es, kopasz vagy többé-kevésbé szőrös tüszőtermés, bennük 2-10 mag található. A világosbarna magok 1,5–2 mm hosszúak, orsó alakúak, felületükön méhsejtszerű rajzolat figyelhető meg.
Három változata (vagy alfaja) ismert:
- S. media var. media - Ázsia, Oroszország, Lengyelország, Északi-középhegység. Kopasz virágzat és termés, levelei csak fonákjukon szőrösek elszórtan
- S. media var. mollis - Balkán, Dunántúl. Molyhos virágzat és levelek
- S. media var. oblongifolia - a két előző változat határán. Virágzata kopasz, levelei fonákja sűrűn molyhos, felül gyéren szőrös

## Elterjedése
Elterjedési területe két részre oszlik: a fő zóna Kelet-Ázsiából és Szibériából áll, nyugaton Oroszország európai részéig. Tőle 1300 km-re nyugatra Közép- és Délkelet-Európában is található egy areája a Keleti-Alpoktól Lengyelországig és Oroszország nyugati határáig. Utóbbi zónában csak Magyarországon és Szlovéniában él nagyobb létszámban. Magyarországon az Északi-középhegységben és a Pilisben általánosan elterjedt. A Dunántúlon csak szórványosan található egy-egy állománya a Balaton-felvidéken, a Mezőföldön, a Mecsekben és a Villányi-hegységben.

## Életmódja
Közép-Európában a középhegységek, dombságok erdőszéleinek, bokorerdeinek, sziklagyepeinek növénye. Fényigényes, az árnyékolást nehezen tűri; ilyenkor nem virágzik. Gyakran a sziklakibúvások környékének sekély, kőtörmelékes talaján lehet találkozni vele, ahol a fák már nem élnek meg. Inkább mészkedvelő, főleg a mészkő, andezit, bazalt alapú talajokat részesíti előnyben, de a Zemplénben megtalálható rioliton is. Északi kitettségben, ahol a talajt nem szárítja ki a közvetlen napsütés, akár több száz négyzetméteres bozótokat alkothat és ilyen helyeken nő a legnagyobbra is.
Májusban vagy kora júniusban virágzik; száraz években vagy erős vadrágás esetén ősszel másodszor is virágozhat. Rovarok porozzák be. A termések július-augusztusra érnek be, a magokat a szél terjeszti.  

## Természetvédelmi helyzete
A szirti gyöngyvessző nem szerepel a Természetvédelmi Világszövetség Vörös listáján. Magyarországon 1993 óta védett, természetvédelmi értéke 10 000 Ft. Nálunk elsősorban a vadállatok (leginkább a muflon) rágása okoz nagy károkat állományaiban, miattuk sok helyen magassága 1 m alatt marad. 

## Taxonómiája
A fajt elsőként Linné írta le 1753-ban a Species plantarumban Spiraea chamaedrifolia néven. Ma érvényes tudományos nevét Franz Schmidt adta neki 1792-ben. A fajnevében látható latin media szó jelentése közepes.   

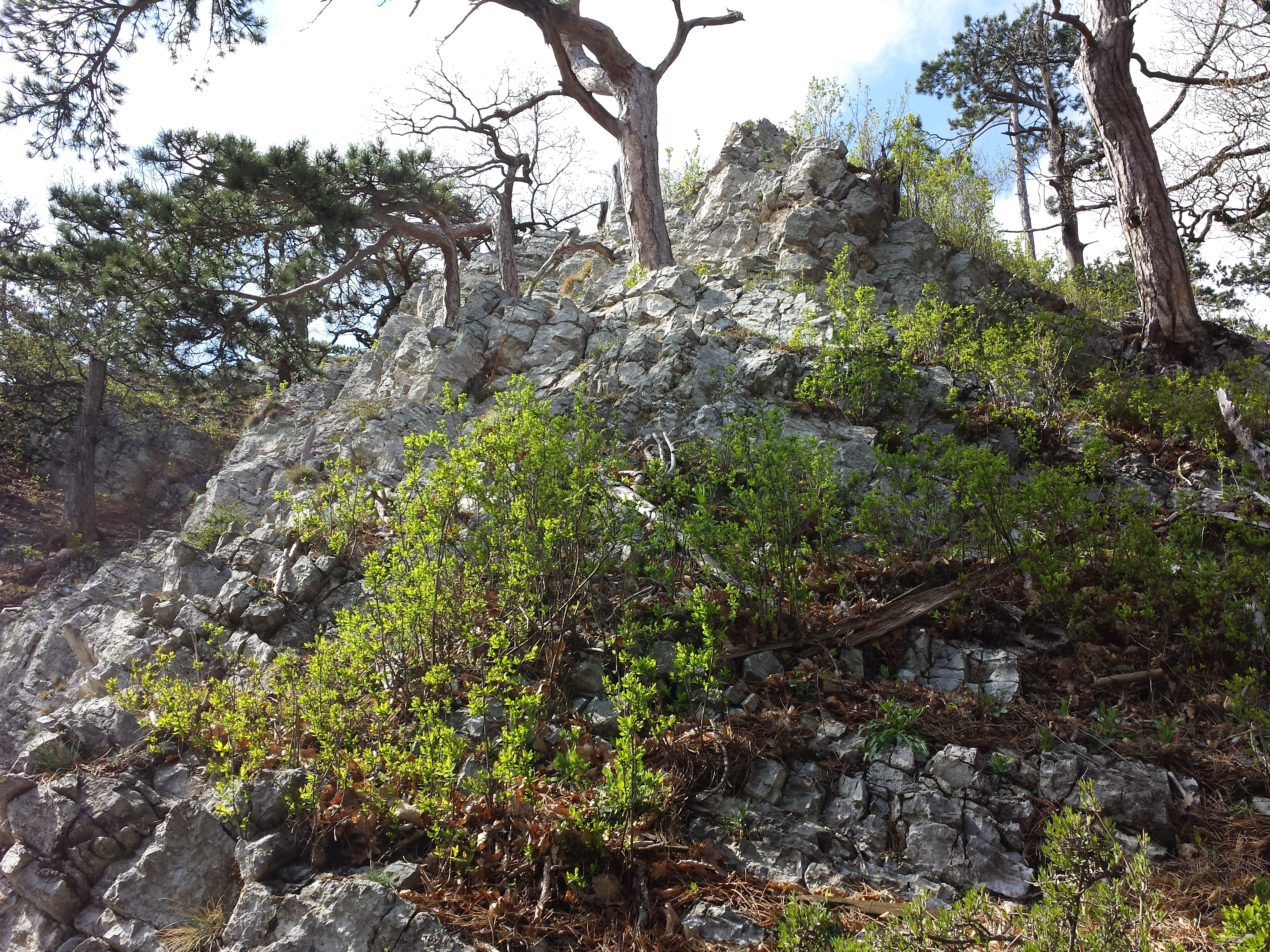
A szirti gyöngyvessző tipikus élőhelyén
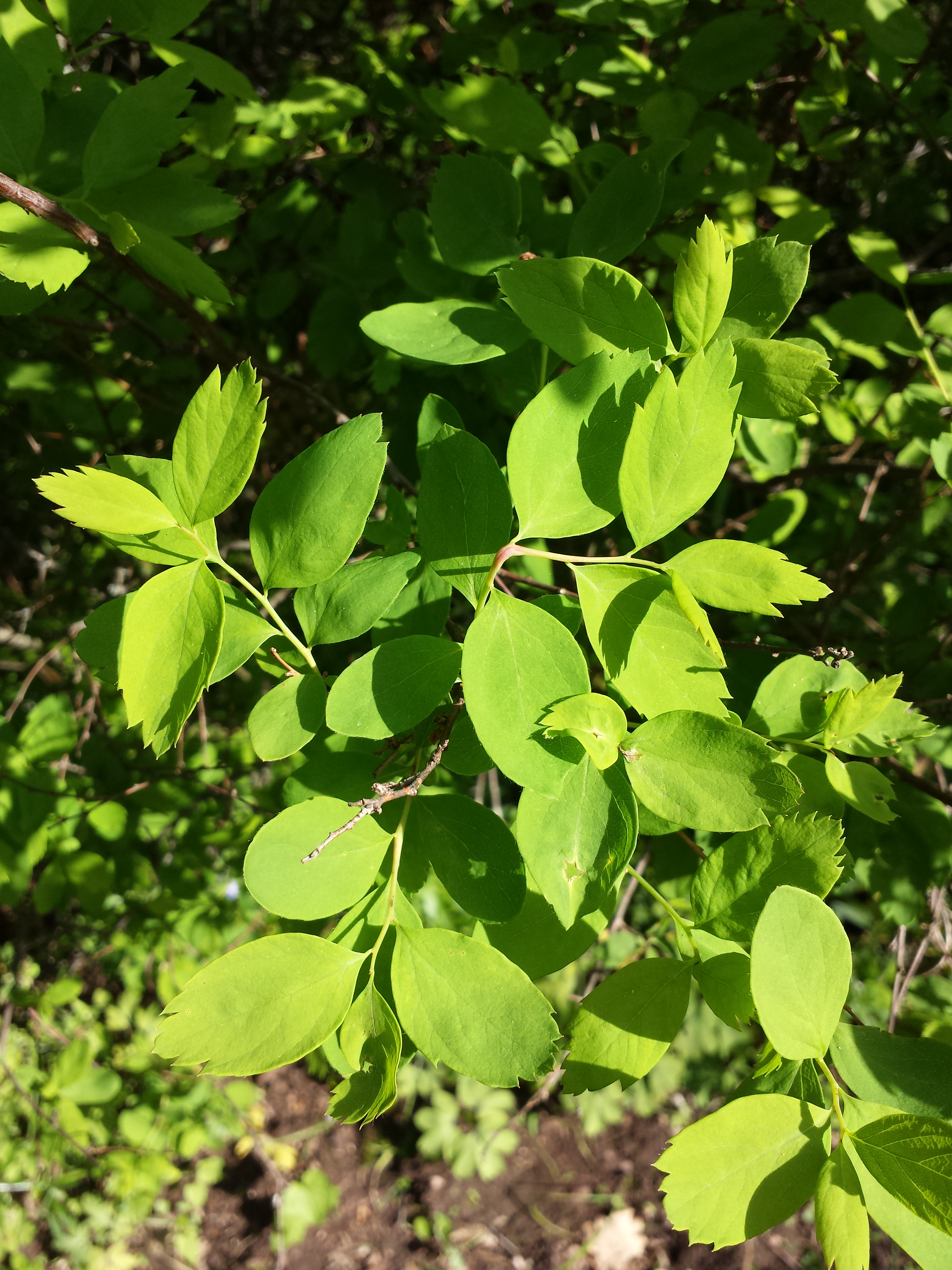
Levelei
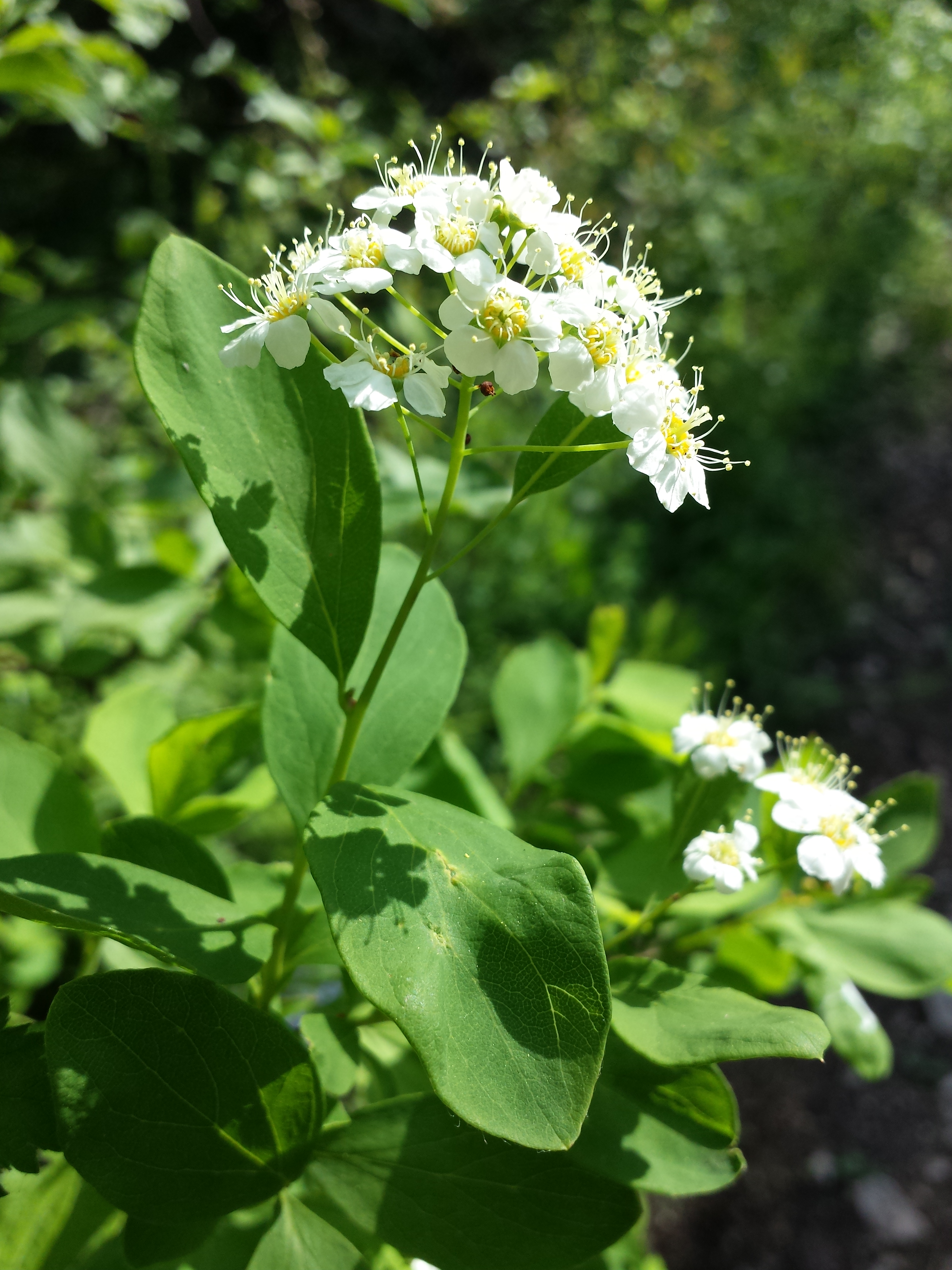
Virágai
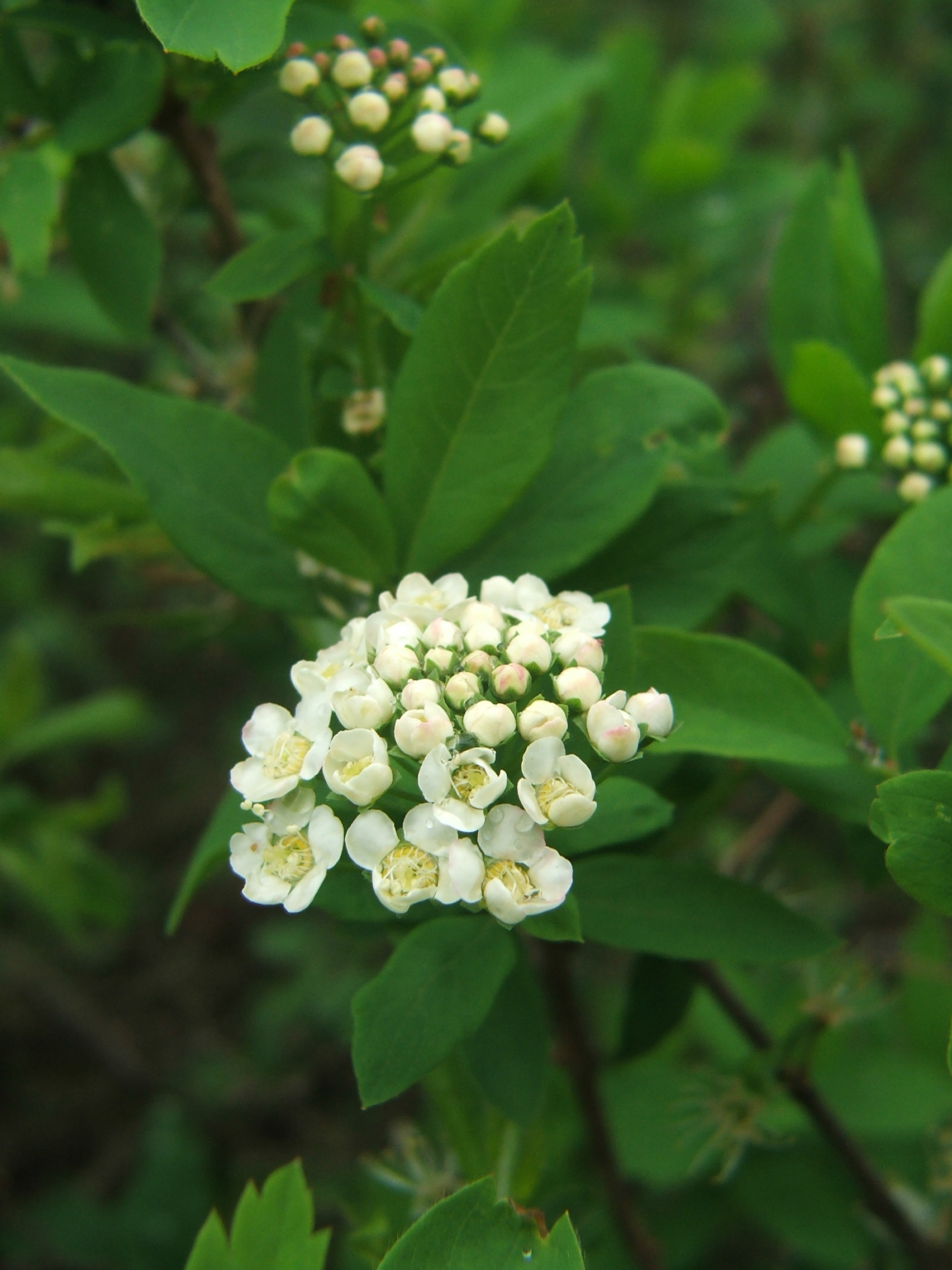
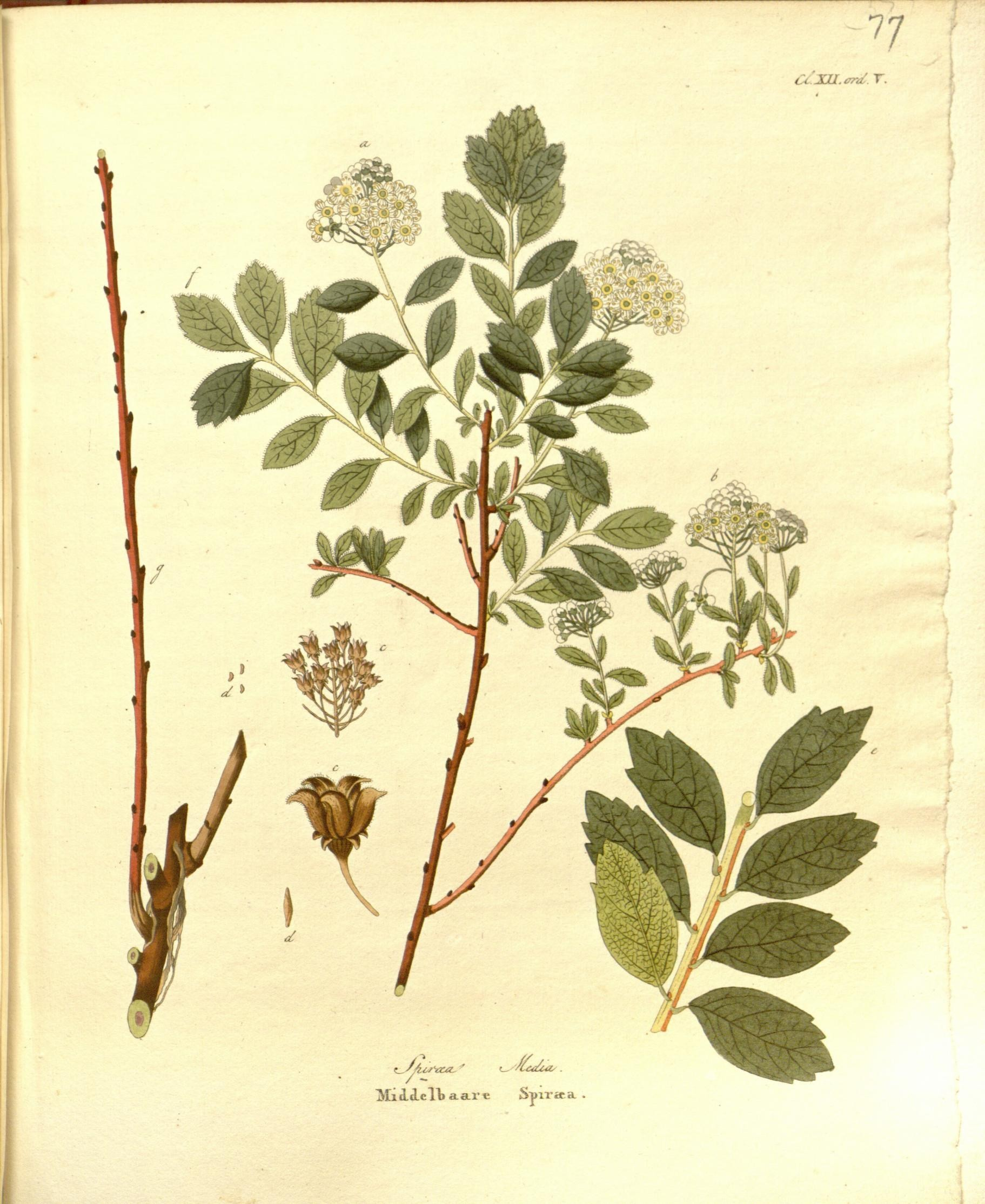
Ábrázolása egy holland botanikakönyvben (1802)